# Igreja Presbiteriana na Malásia e Singapura
A Igreja Presbiteriana na Malásia e Singapura (IPMS) foi uma denominação reformada presbiteriana, formada na Malásia e Singapura em 1881, por missionário da Sociedade Missionária de Londres . Após a independência de Singapura, entre 1974 e 1975, a denominação foi dissolvida, dando origem as atuais Igreja Presbiteriana na Malásia e Igreja Presbiteriana em Singapura.

## História
Em 1829, o Rev. Benjamin Keasberry foi enviado pela Sociedade Missionária de Londres para Malásia e Singapura para plantar igrejas. Em 1881 foi formalmente organizada a Igreja Presbiteriana da Malásia e Singapura (IPMS). A partir do crescimento do número de igrejas, foi organizado o sínodo da denominação em 1901.
Em 1965, Singapura tornou-se independente da Malásia. Sendo assim, em 1974, a a IPMS foi dissolvida, dando origem à Igreja Presbiteriana na Malásia e à Igreja Presbiteriana em Singapura (IPS).

## Doutrina
A IPMS subscrevia a Confissão de Fé de Westminster e o Credo dos Apóstolos.